# Olga Kachura
Olga Sergeevna Kachura (en ruso: Ольга Сергеевна Качу́ра; en ucraniano: Ольга Сергіївна Качура; Donetsk, 12 de mayo de 1970 - Górlovka, 29 de julio de 2022) fue una coronel de la guardia de la Milicia Popular del Donetsk de la República Popular de Donetsk, era la comandante de una unidad de artillería de cohetes. Después de su muerte, recibió póstumamente el título de Héroe de la República Popular de Donetsk y el de Héroe de la Federación de Rusia. Era conocida bajo el distintivo de llamada Korsa (Корса).

## Biografía

### Infancia y juventud
Olga Kachura nació el 12 de mayo de 1970 en Donetsk, en el óblast de Donetsk, República Socialista Soviética de Ucrania. Provenía de una familia con una larga tradición militar, tanto su padre como su abuelo eran oficiales militares. Se graduó en el Departamento de Ciencias Militares de la Universidad Técnica Nacional de Donetsk y obtuvo un título en desarrollo de software para sistemas de guía de misiles balísticos.
Trabajó en el servicio de policía de Ucrania durante 16 años desde 1996 a 2012, pasando de investigadora a jefa de personal de la División Regional de Kírov del Servicio de Policía de Donetsk, con rango de teniente coronel de la Milítsiya. Posteriormente, regresó a Donetsk para establecerse y trabajar en el departamento de seguridad de un banco, hasta 2014 cuando se unió a la Milicia Popular del Donetsk.

### Guerra ruso-ucraniana
Kachula ha estado involucrada en la guerra ruso-ucraniana desde que se unió al Ejército Popular de Donetsk en 2014. Sirvió en la 3.ª Brigada Independiente de Fusileros Motorizados dirigida por el mayor general Ígor Bezler del 1.er Cuerpo de Ejército de la República Popular de Donetsk (RPD). Además ha comandado una división de artillería de cohetes, con alrededor de 140 artilleros bajo su mando. En enero de 2022, fue condenada por un tribunal ucraniano a 12 años de prisión en rebeldía por servir en el ejército de la RPD, que Ucrania considera una organización terrorista.
Según las autoridades ucranianas, una de las tácticas habituales de Kachura (conocida como la «dama de la guerra» por los ucranianos) era disfrazarse como regular del ejército ucraniano. Así, se infiltraba en sus filas y cometía crímenes de guerra para desacreditar el cuerpo. Además, se le atribuyen distintas ejecuciones a civiles y ataques contra zonas residenciales, según un tribunal ucraniano, fue la persona que autorizó el bombardeo del Dombás.

### Muerte
Hay múltiples versiones de su muerte. Según un informe en Telegram del alcalde de Górlovka, Iván Prijodko, murió el 29 de julio de 2022 durante un bombardeo contra Górlovka por parte de las Fuerzas Armadas de Ucrania. Según el medio de comunicación prorruso «Tsargrad», Kachula murió a las 13:30h del 3 de agosto en un ataque selectivo en la carretera que conecta Górlovka y Yasinuvata. Según el periodista militar Yuri Kotnok, pudo morir por una mina terrestre en el área de Novo Rikhorivka o por el impacto de un misil antitanque.
Su muerte fue anunciada el 3 de agosto de 2022. A título póstumo, se le otorgó el título honorífico de Héroe de la Federación de Rusia, «por el coraje y heroísmo mostrados en el desempeño del deber militar».
La ceremonia de despedida tuvo lugar el 4 de agosto de 2022 en el Teatro de la Ópera Solovyanenko de Donetsk. Durante el sepelio, la ciudad fue objeto de un ataque de artillería de las Fuerzas Armadas de Ucrania que alcanzó diversos objetivos, incluido el Teatro de la Ópera, el hotel Donbass Palace, una planta de energía térmica, una cafetería y varios edificios residenciales. Como consecuencia de dicho bombardeo, murieron ocho personas, incluido un niño, y cinco resultaron heridas. Fue enterrada posteriormente en Donetsk en el Callejón de los Héroes del cementerio Mar de Donetsk.

En su entierro Denis Pushilin, el líder de la República Popular de Donetsk, le entregó a su hija, Elena Karabet, el título de Héroe de la República Popular de Donetsk y le dijo que podía estar orgullosa. «Tu madre demostró lo que significa amar y proteger a su país. Como mujer, logró comandar unidades masculinas, unidades difíciles —artilleros— en las situaciones más delicadas desde 2014».

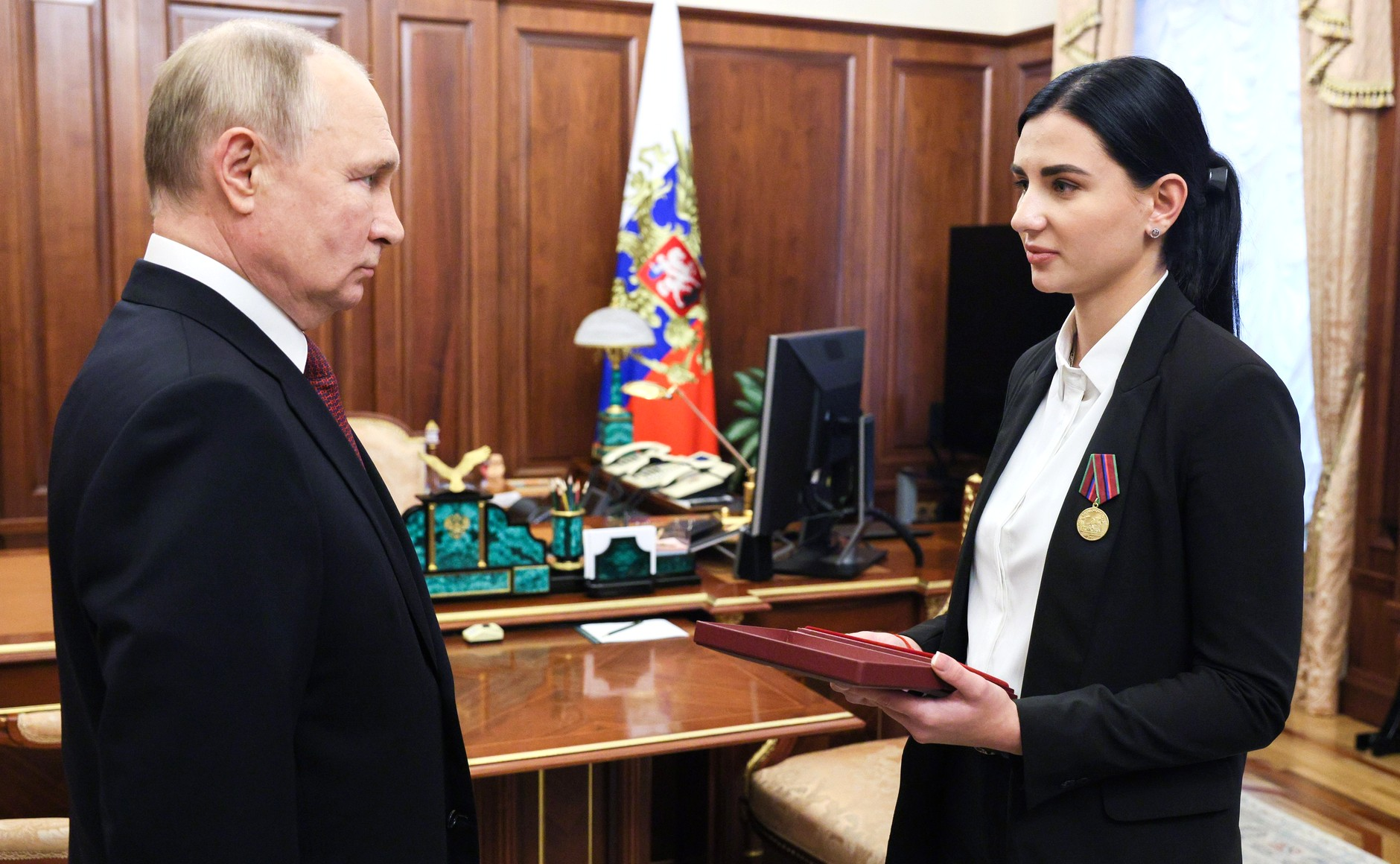
El presidente de Rusia, Vladímir Putin, entrega a Elena Karabet, la hija de Olga Kachura, la Estrella de Oro de Héroe de la Federación de Rusia.

El 12 de octubre de 2022, el presidente de Rusia Vladímir Putin entregó a su hija la Estrella de Oro de Héroe de la Federación de Rusia, con el que su madre había sido condecorada póstumamente.

## Vida personal
En el momento de su muerte, estaba casada, tenía una hija, Elena Karabet, y un hijo que decidió adoptar en 2015 después de que un sacerdote la hiciera su madrina. Practicaba el levantamiento de pesas y encabezaba la Federación de Halterofilia de Górlovka.

## Condecoraciones
- Héroe de la República Popular de Donetsk (3 de agosto de 2022, póstumamente) por el valor y coraje mostrados en las batallas para proteger la República Popular de Donetsk.[21]
- Héroe de la Federación de Rusia (4 de agosto de 2022, póstumamente) por el coraje y el heroísmo mostrados en el desempeño del deber militar.[22][23]
- Cruz de San Jorge de la República Popular de Donetsk de 1.er, 2.do y 3.er grado.
- Ciudadana de Honor de Górlovka (agosto de 2017).